# Nokia Lumia 920
Nokia Lumia 920 este smartphone dezvoltat de Nokia care rulează sistemul de operare Windows Phone 8. Smartphone-ul a fost anunțat în New York, în timpul unui eveniment comun cu Microsoft pe 5 septembrie 2012 și a fost lansat pe 5 noiembrie 2012. 

## Construcție
Corpul telefonului este cea mai mare parte din policarbonat adică un plastic de calitate superioară, mai usoară, mai flexibilă și mai rezistentă decât plasticul obișnuit.
vine într-o varietate de culori: cyan, galben, alb, roșu, și negru. Numai culorile negru și cyan vin cu un finisaj mat.
Deasupra ecranului se află speaker-ul, sigla Nokia și camera frontală, iar în partea de jos butoanele capacitive standard Back, Home și Search.
În partea de sus se găsește mufa audio de 3.5 mm și slotul pentru cartela micro SIM, pe laterală dreaptă se află tastele de volum, pornire/oprire, declanșare a camerei foto, în partea de jos conectorul micro USB pentru alimentare.

## Hardware
Lumia 920 are un procesor dual-core de la Qualcomm la o frecvență de 1.5 GHz, alături de 1 GB memorie RAM și un spațiu de stocare intern de 32 GB. Acceleratorul grafic este Adreno 225. Lumia 920 are tehnologia dual-HSPA (42 Mbps la download) și LTE 100 Mbps dowload.

## Camera
Principala diferență dintre Lumia 920 și alte smartphone-uri este dată de folosirea unor senzori BSI (Back Side Illuminated) și nu FSI (Front Side Illuminated). 
Diferența dintre aceștia este modalitatea în care lumina este captată de diodele foto-senzitive. În cazul FSI lumina poate fi întrerupta (fie de structura metalica sau de firele din fata lentilei) în timp ce în cazul BSI toate aceste elemente structurale sunt poziționate la baza senzorului, iar diodele foto-senzitive se află fix sub lentila și filtrele de culoare. 
Lumia 920 beneficiază și de stabilizare optică ce permite, conform celor de la Nokia, urmărirea a 500 de mișcări pe secundă. 
Specificațiile complete ale lentilei și senzorului folosit pe Nokia Lumia 920 sunt urmatoarele: lentile Carl Zeiss, stabilizare optica a imaginii tip “barrel shift” de până la 3EV, distanța focală de 3.73 mm echivalentă pe 35 mm cu 26 mm pentru 16:9 si 28 mm pentru 4:3, diafragma f/2.0, zona de focus minimă 8 cm, lentila formată dintr-un grup de cinci elemente cu suprafețe asferice, senzor BSI de 8.7 megapixeli și pixel size de 1.4 microni. Camera frontală este de 1.3 megapixeli care poate fi folosit pentru apeluri video care poate filma 720p la 30 de fps.

## Ecran
Ecranul PureMotion HD+ are diagonala de 4.5 inch cu rezoluție de 1280x 768 pixeli cu o densitate de 332 ppi – tehnologie IPS. Are o luminozitate de 392 cd/m2 și un nivel de negru de 0.56 cd/m2 ceea ce înseamnă că Nokia Lumia 920 are un contrast de 701:1.
Ecranul este acoperit cu Gorilla Glass 2 care este de fapt o bucată subțire de sticlă rezistentă la zgârieturi. Pe 920 Lumia, Gorilla Glass este curbat de-a lungul marginilor și acoperă tot ecranul și trei butoane capacitive pe partea de jos. 

## Conectivitate
Lumia 920 funcționează cu o cartelă microSIM pe conexiunea 3G sau 4G. Are un port microUSB, o mufă audio de 3.5  mm, iar conectivitatea este asigurată de Wi-Fi 802.11 a/b/g/n, Bluetooth  3.1 cu A2DP, EDR și Near Field Communication (NFC).

## Software
Nokia Maps are posibilitatea de a descărca și utiliza offline orice hartă a oricărei țări disponibile, datorită modulului GPS dedicat. Nokia Drive și Nokia City Lens, iar dacă prima aplicatie e destul de clar ce oferă, cea de-a doua ofera informații despre punctele de interes din aproprierea poziției pe hartă a utilizatorului. 
Areavem Nokia Music și Nokia Care unde se găsesc sfaturi, trucuri și ajutor legat de sistemul de operare și principalele aplicații, App Highlights în care se găsește o colecție de aplicații exclusive Nokia și altele bazate pe popularitate sau rating.
Adăugarea și sincronizarea contului utilizator Nokia permite accesarea la tot conținutul pe care-l avea disponibil și înainte pe orice alt model de Nokia mai vechi. Chiar daca nu pare mare lucru este o modalitate simplă de trecere de la un telefon/smartphone în special pentru oamenii în vârstă.
Hub-ul Music + Video oferă acces la video player integrat, care suportă formatele DivX și XviD.

## Bateria și încărcarea inductivă
Nokia Lumia 920 vine cu o baterie nedetașabilă de 2000 mAh Li-Ion, care este evaluat de către Nokia de până la 400 de ore stand-by sau până la 17 ore de convorbire (10 de ore în modul 3G). În plus, producătorul finlandez susține că bateria telefonului că oferă până la 67 ore de redare a muzicii.
Lumia 920 vine echipat cu mecanismul de încărcarea wireless. Dar trebuie achiziționată separat un tampon de încărcare separată pentru a profita de această facilitate, cu marca proprie Nokia.

## Premii
Lumia 920 a primit 12 premii mass-media în 2012:
- Gizmodo Australia - Best Mobile Phone of 2012, Readers Choice Award
- CNET - The Best High End Smartphones
- V3.co.uk - Top Smartphone
- International Forum Design, Germania - iF Award for Outstanding Design
- Mobile Magazine, Denemarca - Mobil Award for Best Smartphone Design
- The Next Web - Best Smartphones of 2012
- Mobil, Suedia - Top Score Award
- Arstechnic - Best Productivity Phone, Best Camera Phone, Best Mapping Phone
- Mashable - Top 25 Tech of 2012
- Mybroadband, Africa de Sud- Top Smartphone of the Year
- BGR - Best AT&T Smartphone